# Lizard Island, Queensland
Lizard Island är en ö i Australien. Den ligger i delstaten Queensland, omkring 1 600 kilometer nordväst om delstatshuvudstaden Brisbane. Arean är 8,9 kvadratkilometer. Runt hela ön finns rev. Den sträcker sig 4,5 kilometer i nord-sydlig riktning, och 3,8 kilometer i öst-västlig riktning.
Genomsnittlig årsnederbörd är 1 547 millimeter. Den regnigaste månaden är mars, med i genomsnitt 488 mm nederbörd, och den torraste är september, med 9 mm nederbörd.